# Flawless Records
La Flawless Records è un'etichetta discografica alternative rock ed indie rock statunitense, formata da Fred Durst, frontman dei Limp Bizkit, come divisione della più importante Geffen Records.
Ha avuto o ha sotto contratto artisti come Puddle of Mudd, The Revolution Smile e Ringside.

## Artisti
Attuali
- Puddle of Mudd
- Ringside

Passati
- Big Dumb Face
- Kenna
- She Wants Revenge
- The Revolution Smile

## Pubblicazioni
- The Family Values Tour 1999 (artisti vari, 23 maggio 2000)
- Big Dumb Face - Duke Lion Fights the Terror (6 marzo 2001)
- Puddle of Mudd - Come Clean (28 agosto 2001)
- The Revolution Smile - We Are in This Alone (8 maggio 2003, non disponibile)
- The Revolution Smile - Above the Noise (29 luglio 2003)
- Puddle of Mudd - Life on Display (25 novembre 2003)
- Ringside - Ringside (19 aprile 2005)
- Puddle of Mudd - Famous (ottobre 2007)
- Puddle of Mudd - Volume 4: Songs in the Key of Love and Hate (dicembre 2009)